# Alfred Rittmann
Alfred Rittmann (* 23. März 1893 in Basel; † 19. September 1980 in Piazza Armerina, Sizilien) war ein Schweizer Vulkanologe. Er wurde vor allem durch die Erforschung der Vulkangebiete Italiens, durch vulkanologische Grundlagenforschung sowie durch die von ihm entwickelte "Rittmann-Norm" bekannt.

## Leben
Rittmann wurde 1893 als Sohn eines Zahnarztes in Basel geboren. Er studierte ab 1913 ebendort und promovierte 1922 in Genf bei Louis Claude Duparc über platinführende Gesteine im Ural. 1926–1934 war er Mitarbeiter Immanuel Friedlaenders an dessen Institut für Vulkanologie in Neapel. Dort veröffentlichte er seine ersten Arbeiten, die internationale Beachtung fanden. Unter anderem beschrieb er in „Evolution und Differentiation des Somma-Vesuvmagmas“ die innere Struktur des Vesuvs und die Entwicklung dessen Magmas, eine Arbeit, die auf Jahrzehnte hinaus die Grundlage aller nachfolgenden Arbeiten über den Vulkan bildete.
1934 kehrte Rittmann in die Schweiz zurück und war bis 1941 als Privatdozent an der Universität Basel tätig. In dieser Zeit, 1936, nahm er an der Dänischen Grönland-Expedition unter Leitung von Lauge Koch teil. 1941–1948 hielt er sich erneut in Italien auf und führte im Auftrag des italienischen Staates geologische Untersuchungen in der Umgebung von Neapel, in der Toscana und in Albanien durch.
Ab 1949 arbeitete Rittmann an der Universität Alexandria, 1954 wurde er zum Ordinarius des Mineralogisch-Geologischen Instituts der Universität Kairo ernannt. 1960–1963 war er Leiter des Vulkanologischen Instituts der Universität Catania. Bis 1968 leitete er auch das Internationale Institut für Vulkanologie in Catania, das 1960 auf seine Initiative hin gegründet wurde.
Alfred Rittmann war 1954–1963 Präsident der International Association of Volcanology und erhielt 1959 die Ehrendoktorwürde der Universität Bern. Unter anderen Auszeichnungen wurde ihm 1965 die Gustav-Steinmann-Medaille verliehen. Im Dezember 1967 wurde er als assoziiertes Mitglied in die Académie royale des Sciences, des Lettres et des Beaux-Arts de Belgique aufgenommen. Er veröffentlichte über 150 Aufsätze und 7 Bücher. Sein Werk „Vulkane und ihre Tätigkeit“, 1936 in erster Auflage erschienen, wurde zu einem der Standardlehrbücher der Vulkanologie. Die zweite Auflage 1960 wurde ins Englische, Französische, Italienische, Spanische, Russische, Rumänische und Chinesische übersetzt. Die dritte, völlig umgearbeitete Auflage erschien postum 1981.
1989 wurde das Mineral Rittmannit nach dem Forscher benannt. Der Schildvulkan Mount Rittmann in der Antarktis trägt ebenfalls seinen Namen.

## Die Rittmann-Norm
Über den engeren Kreis der Vulkanologen hinaus wurde Rittmann bekannt durch einen ambitionierten Beitrag zur theoretischen Petrographie: Bei vulkanischen Gesteinen – Rittmanns Hauptthema – taucht sehr häufig das Problem auf, dass sich das Gestein als Ganzes nicht ohne weiteres durch einen Mineralbestand charakterisieren lässt. Weil Laven relativ rasch erstarren, weisen vulkanische Gesteine (Vulkanite) oft Glas-Bereiche auf (d. h. Bereiche ohne Minerale) oder aber Bereiche, die so feinkristallin sind, dass man ihren Mineralbestand nicht quantitativ ermitteln kann, sogenannte "kryptokristalline" Bereiche. Will man ein derartiges Gestein als Ganzes charakterisieren, so steht hierfür zunächst nur die chemische Pauschalzusammensetzung des Gesteins zur Verfügung. Zur mineralogischen Einordnung wäre es jedoch wesentlich besser, man hätte einen definierbaren Mineralbestand, der dieser chemischen Gesamtzusammensetzung entspricht.
Daher machten es sich Petrographen schon zu Beginn des 20. Jahrhunderts zur Aufgabe, aus der rein chemisch ermittelten Gesamtzusammensetzung eines Gesteins dessen fiktive mineralogische Zusammensetzung zu errechnen. Das sollte möglichst die Mineralzusammensetzung sein, die das Gestein hätte, wenn bei seiner Entstehung in der Natur die Zeit ausgereicht hätte, um überall im Gestein erkennbar große Kristalle zu bilden. Ein solch fiktiver, errechneter Mineralbestand wird in der Petrographie „normativer Mineralbestand“ genannt.
Die meisten Vulkanite bestehen aus erkennbaren Mineralkörnern ("Einsprenglingen") und einer mineralogisch schwer oder gar nicht fassbaren glasigen oder feinstkristallinen Grundmasse (siehe oben). Der Anteil der letzteren kann bis zu hundert Prozent betragen (vollständig glasig erstarrte Lava). Das Problem, "normative Mineralbestände" zu errechnen, ist in der Vulkanologie bzw. Magmatit-Petrographie daher allgegenwärtig.
Zu seiner Lösung gibt es empirische Ansatzpunkte. Man weiss, welche Minerale beim Kristallisieren von Silikatschmelzen im Prinzip in Betracht kommen, aus zwei Erfahrungsquellen:
1.: aus dem tatsächlichen Mineralbestand von vergleichsweise gut kristallisierten Vulkaniten, vor allem aber von Ganggesteinen (Subvulkaniten) gleicher chemischer Zusammensetzung. Bei ihnen war zur Kristallisation mehr Zeit vorhanden als bei Laven. Sie sind daher grobkörniger als Vulkanite, d. h. einzelne Minerale sind besser erkennbar entwickelt.
2.: aus den physikalisch-chemischen Laborerfahrungen zum Kristallisationsverhalten verschiedener Silikatschmelzen.
Beide Erfahrungsquellen liefern Informationen darüber, welche Minerale in Laven wahrscheinlich entstehen würden, wenn genügend Zeit zur Kristallisation gegeben wäre.
Rittmann hatte nun bemerkt, dass das zur Berechnung normativer Mineralbestände schon seit 1902 verwendete Verfahren, die sogenannte CIPW-Norm, oft normative Mineralbestände liefert, die in Anbetracht der beiden genannten Erfahrungsquellen unplausibel sind. Die Differenzen zwischen Norm und Empirie waren sehr deutlich. Rittmann entwickelte daher einen anderen Berechnungsweg, der heute als "Rittmann-Norm" bekannt ist. Er liefert normative Mineralbestände, die dem tatsächlichen Kristallisationsverhalten von Silikatschmelzen besser entsprechen. Die Anforderungen an ein gutes Rechenverfahren sind unter anderem deshalb hoch, weil es in kristallisierenden Silikatschmelzen zu Mischkristallbildungen kommt und weil manchmal Minerale mit OH-Gruppen gebildet werden, in anderen Fällen dagegen nicht. Rittmann versuchte, mit seinen Rechenschritten den unterschiedlichen in der Natur vorkommenden Bedingungen und Fällen so gut wie möglich gerecht zu werden. Die von ihm genutzte Erfahrungsbasis war sehr breit, seine Darstellungen zum Thema füllen ein ganzes Buch. Rittmann'sche Normberechnungen sind entsprechend kompliziert, mit Hilfe von Computerprogrammen aber zu bewältigen. Der Begriff "Rittmann-Norm" hat sich in der Petrographie etabliert.

## Werke (Auswahl)
- 1929: Die Zonenmethode. Ein Beitrag zur Methode der Plagioklasbestimmung mit Hilfe des Theodolittisches. In: Schweizerische Mineralogische und Petrographische Mitteilungen, Band 9, S. 1–46 (Digitalisat in E-Periodica)
- 1930: Geologie der Insel Ischia, Zeitschrift für Vulkanologie. Ergänzungsband 6, Reimer Verlag, Berlin
- 1933: Die geologisch bedingte Evolution und Differentiation des Somma-Vesuvmagmas. In: Zeitschrift für Vulkanologie, Band 15, S. 8–94
- 1936: Vulkane und ihre Tätigkeit. 1. Auflage, Enke Verlag, Stuttgart
- 1941: Über den Zustand des Erdinnern und seine Entstehung aus einem homogenen Urzustand (mit Werner Kuhn). In: Geologische Rundschau, Band 32, Nr. 3, S. 215–156
- 1973: Stable mineral assemblages of igneous rocks. Springer Verlag, Berlin
- 1981: Vulkane und ihre Tätigkeit. 3. Auflage, Ferdinand Enke Verlag, Stuttgart 1981, ISBN 3-432-87793-6